# TPScrypt
Le TPSCrypt est une variation du Viaccess 2.3 et était utilisé de 2006 à 2013 principalement par les démodulateurs propriétaires ou locatifs de TPS. La mise en place de ce chiffrement a fait suite à la guerre que menait TPS contre les pirates du satellite.
La différence du TPSCrypt par rapport au Viaccess classique est qu'il est possible pour l'opérateur d'utiliser une clé de chiffrement qui peut varier plus facilement. Il est alors beaucoup plus difficile de décrypter le signal de façon non officielle. En décembre 2006, les changements de clés s'effectuaient toutes les 5 minutes.
Ce système de cryptage n'est plus utilisé depuis février 2013 (fin de la migration des anciens abonnés TPS vers des décodeurs canal satellite).